# John Stephen Knight
John Stephen Knight (* 10. April 1942 in Binghamton, New York, USA) ist emeritierter Weihbischof in Toronto.

## Leben
John Stephen Knight empfing am 2. Juni 1967 die Priesterweihe für das Bistum Saint Catharines.
Papst Johannes Paul II. ernannte ihn am 27. April 1992 zum Titularbischof von Taraqua und zum Weihbischof in Toronto. Der Erzbischof von Toronto, Aloysius Ambrozic, spendete ihm am 24. Juni desselben Jahres die Bischofsweihe; Mitkonsekratoren waren Leonard James Wall, Erzbischof von Winnipeg, und Thomas Benjamin Fulton, Bischof von Saint Catharines.
Von seinem Amt trat er am 9. April 2000 zurück.